# トゥンジャ川
トゥンジャ川（ブルガリア語: Ту̀нджа, トルコ語: Tunca）とは、ブルガリアとトルコを流れる河川である。旧称はトンズス川（Tonzus）。流域面積は7,884km2、長さは257km/350km。
トゥンジャ川はマリツァ川の支流の中で最大の川である。ブルガリア内に約50の支流を持ち、モチュリツァ川、ポポフスカ川、シナポヴスカ川などが主要な支流に上げられている。
川の水源はバルカン山脈（スタラ・プラニナ）のボテフ峰東麓に存在し、河水はカザンリュク地方を東に進み、ヤンボル付近で南に向きを変えてトルコ領に向かう。ブルガリア南東部の主要都市であるカロフェル、カザンラク、ヤンボル、エルホヴォは、トゥンジャ川によって結ばれている。トルコ領に入った後、トゥンジャ川はエディルネ付近でマリツァ川と合流する。
トゥンジャ川は3月から5月にかけて豊水期を迎え、7月から10月は渇水期にあたる。川の流域には農業地帯が形成されており、中流域に建設された2つのダム湖は農業用水と生活用水を供給している。